# Brosmodorsalis persicinus
Brosmodorsalis persicinus is een straalvinnige vissensoort uit de familie van naaldvissen (Bythitidae). De wetenschappelijke naam van de soort is voor het eerst geldig gepubliceerd in 1989 door Paulin & Roberts.